# Campeonato Europeo de Natación en Piscina Corta de 1998
El II Campeonato Europeo de Natación en Piscina Corta se celebró en Sheffield (Reino Unido) entre el 11 y el 13 de diciembre de 1998. Fue organizado por la Liga Europea de Natación (LEN) y la Federación Británica de Natación. 
Las competiciones se realizaron en el Centro Deportivo Internacional Ponds Forge de la ciudad inglesa.

## Resultados

### Masculino
| Evento                   | Oro | Plata                                                                  | Bronce                                                                                       |
| ------------------------ | --- | ---------------------------------------------------------------------- | -------------------------------------------------------------------------------------------- |
| 50 m libre (13.12)       | Mark Foster Reino Unido 21,31 | Mark Veens · Países Bajos · 21,79                                      | Pieter van den Hoogenband · Países Bajos · 21,87                                             |
| 100 m libre (11.12)      | Lars Frölander · Suecia · 47,54 | Pieter van den Hoogenband · Países Bajos · 47,68                       | Mark Veens · Países Bajos · 47,97                                                            |
| 200 m libre (12.12)      | Pieter van den Hoogenband · Países Bajos · 1:44,00 | Massimiliano Rosolino · Italia · 1:44,92                               | Jacob Carstensen Dinamarca 1:45,55                                                           |
| 400 m libre (11.12)      | Emiliano Brembilla · Italia · 3:40,45 | Massimiliano Rosolino · Italia · 3:42,87                               | Jacob Carstensen Dinamarca 3:44,56                                                           |
| 1500 m libre (13.12)     | Graeme Smith Reino Unido 14:42,29 | Igor Snitko · Ucrania · 14:51,70                                       | Emiliano Brembilla · Italia · 14:53,45                                                       |
| 50 m espalda (11.12)     | Thomas Rupprath · Alemania · 24,13 | Stev Theloke · Alemania · 24,66                                        | Daniel Carlsson · Suecia · 24,67                                                             |
| 100 m espalda (13.12)    | Stev Theloke · Alemania · 52,71 | Darius Grigalionis · Lituania · 53,41                                  | Eithan Urbach Israel 53,64                                                                   |
| 200 m espalda (12.12)    | Örn Arnarson Islandia 1:55,16 | Adam Ruckwood Reino Unido 1:55,34                                      | Jorge Sánchez Balsas · España · 1:55,78                                                      |
| 50 m braza (11.12)       | Mark Warnecke · Alemania · 26,70 | Patrik Isaksson · Suecia · 27,21                                       | Patrick Schmollinger · Austria · 27,60                                                       |
| 100 m braza (12.12)      | Patrik Isaksson · Suecia · 59,22 | Mark Warnecke · Alemania · 59,77                                       | Jens Kruppa · Alemania · 59,89                                                               |
| 200 m braza (13.12)      | Adam Whitehead Reino Unido 2:08,54 | Stéphan Perrot Francia 2:09,41                                         | Maxim Podoprigora · Austria · 2:10,09                                                        |
| 50 m mariposa (12.12)    | Miloš Milošević · Croacia · 23,30 | Mark Foster Reino Unido 23,34                                          | Lars Frölander · Suecia · 23,48                                                              |
| 100 m mariposa (13.12)   | James Hickman Reino Unido 51,04 | Lars Frölander · Suecia · 51,11                                        | Danys Sylantyev · Ucrania · 51,87                                                            |
| 200 m mariposa (11.12)   | James Hickman Reino Unido 1:52,96 | Danys Sylantyev · Ucrania · 1:54,13                                    | Thomas Rupprath · Alemania · 1:54,99                                                         |
| 100 m estilos (11.12)    | Jani Sievinen · Finlandia · 53,64 | Jens Kruppa · Alemania · 54,00                                         | James Hickman Reino Unido 54,45                                                              |
| 200 m estilos (12.12)    | James Hickman Reino Unido 1:56,36 | Marcel Wouda · Países Bajos · 1:56,51                                  | Jani Sievinen · Finlandia · 1:57,14                                                          |
| 400 m estilos (13.12)    | Marcel Wouda · Países Bajos · 4:07,70 | Frederik Hviid · España · 4:12,13                                      | Christian Keller · Alemania · 4:12,56                                                        |
| 4 × 50 m libre (12.12)   | Países Bajos · Mark Veens · Johan Kenkhuis · Stefan Aartsen · Pieter van den Hoogenband · 1:26,99                                                                            | Reino Unido Mark Foster James Hickman Simon Handley Sion Brinn 1:27,74 | Alemania · Stephan Kunzelmann · Lars Conrad · Alexander Lüderitz · Carsten Dehmlow · 1:28,01 |
| 4 × 50 m estilos (13.12) | Suecia · Daniel Carlsson · Patrik Isaksson · Jonas Åkesson · Lars Frölander · Alemania · Thomas Rupprath · Mark Warnecke · Stephan Kunzelmann · Alexander Lüderitz · 1:35,51 | —                                                                      | Reino Unido James Hickman Darren Mew Mark Foster Sion Brinn 1:36,11                          |

### Femenino
| Evento                   | Oro                                                                                          | Plata                                                                                          | Bronce                                                                                   |
| ------------------------ | -------------------------------------------------------------------------------------------- | ---------------------------------------------------------------------------------------------- | ---------------------------------------------------------------------------------------- |
| 50 m libre (12.12)       | Inge de Bruijn · Países Bajos · 24,41                                                        | Katrin Meißner · Alemania · 24,79                                                              | Alison Sheppard Reino Unido 24,80                                                        |
| 100 m libre (11.12)      | Susan Rolph Reino Unido 53,84                                                                | Martina Moravcová · Eslovaquia · 53,93                                                         | Louise Jöhncke · Suecia · 53,97                                                          |
| 200 m libre (13.12)      | Martina Moravcová · Eslovaquia · 1:55,12                                                     | Franziska van Almsick · Alemania · 1:57,05                                                     | Louise Jöhncke · Suecia · 1:57,39                                                        |
| 400 m libre (12.12)      | Carla Geurts · Países Bajos · 4:08,05                                                        | Vicky Horner Reino Unido 4:09,02                                                               | Karen Legg Reino Unido 4:09,66                                                           |
| 800 m libre (11.12)      | Flavia Rigamonti · Suiza · 8:27,85                                                           | Carla Geurts · Países Bajos · 8:29,20                                                          | Sarah Collings Reino Unido 8:33,70                                                       |
| 50 m espalda (13.12)     | Sandra Völker · Alemania · 27,27                                                             | Therese Alshammar · Suecia · 28,46                                                             | Alena Nývltová · República Checa · 28,47                                                 |
| 100 m espalda (12.12)    | Sandra Völker · Alemania · 59,84                                                             | Antje Buschschulte · Alemania · 59,97                                                          | Alena Nývltová · República Checa · 1:00,40                                               |
| 200 m espalda (11.12)    | Antje Buschschulte · Alemania · 1:07,31                                                      | Helen Don-Duncan Reino Unido 1:09,83                                                           | Yuliya Fomenko · Rusia · 1:10,38                                                         |
| 50 m braza (13.12)       | Sylvia Gerasch · Alemania · 31,43                                                            | Vera Lischka · Austria · 31,61                                                                 | Jaime King Reino Unido 31,69                                                             |
| 100 m braza (11.12)      | Brigitte Becue · Bélgica · Alicja Pęczak · Polonia · 1:07,71                                 | —                                                                                              | Svitlana Bondarenko · Ucrania · 1:07,86                                                  |
| 200 m braza (12.12)      | Alicja Pęczak · Polonia · 2:25,18                                                            | Lourdes Becerra · España · 2:26,13                                                             | Anne Poleska · Alemania · 2:26,21                                                        |
| 50 m mariposa (11.12)    | Inge de Bruijn · Países Bajos · 26,09                                                        | Anna-Karin Kammerling · Suecia · 26,30                                                         | Johanna Sjöberg · Suecia · 26,76                                                         |
| 100 m mariposa (12.12)   | Martina Moravcová · Eslovaquia · 57,72                                                       | Johanna Sjöberg · Suecia · 58,17                                                               | Inge de Bruijn · Países Bajos · 58,47                                                    |
| 200 m mariposa (13.12)   | Sophia Skou Dinamarca 2:07,68                                                                | Mette Jacobsen Dinamarca 2:07,92                                                               | Johanna Sjöberg · Suecia · 2:08,51                                                       |
| 100 m estilos (12.12)    | Martina Moravcová · Eslovaquia · 1:00,43                                                     | Nataša Kejžar Eslovenia 1:02,26                                                                | Susan Rolph Reino Unido 1:02,39                                                          |
| 200 m estilos (13.12)    | Alicja Pęczak · Polonia · 2:12,905                                                           | Nicole Hetzer · Alemania · 2:13,05                                                             | Susan Rolph Reino Unido 2:13,19                                                          |
| 400 m estilos (11.12)    | Hana Černá · República Checa · 4:36,03                                                       | Nicole Hetzer · Alemania · 4:36,37                                                             | Lourdes Becerra · España · 4:39,56                                                       |
| 4 × 50 m libre (11.12)   | Alemania · Katrin Meißner · Simone Osygus · Marianne Hinners · Sandra Völker · 1:39,56       | Países Bajos · Angela Postma · Nienke Valen · Wilma van Hofwegen · Inge de Bruijn · 1:40,05    | Reino Unido Alison Sheppard Claire Huddart Karen Pickering Susan Rolph 1:40,11           |
| 4 × 50 m estilos (13.12) | Alemania · Sandra Völker · Sylvia Gerasch · Franziska van Almsick · Katrin Meißner · 1:50,13 | Suecia · Therese Alshammar · Maria Östling · Johanna Sjöberg · Anna-Karin Kammerling · 1:50,84 | Países Bajos · Brenda Starink · Madelon Baans · Inge de Bruijn · Angela Postma · 1:51,01 |

## Medallero
| Núm. | País            | Oro | Plata | Bronce | Total |
| ---- | --------------- | --- | ----- | ------ | ----- |
| 1    | Alemania        | 10  | 8     | 5      | 23    |
| 2    | Reino Unido     | 7   | 5     | 9      | 21    |
| 3    | Países Bajos    | 6   | 5     | 4      | 15    |
| 4    | Suecia          | 3   | 6     | 6      | 15    |
| 5    | Eslovaquia      | 3   | 1     | 0      | 4     |
| 6    | Polonia         | 3   | 0     | 0      | 3     |
| 7    | Italia          | 1   | 2     | 1      | 4     |
| 8    | Dinamarca       | 1   | 1     | 2      | 4     |
| 9    | República Checa | 1   | 0     | 2      | 3     |
| 10   | Finlandia       | 1   | 0     | 1      | 2     |
| 11   | Bélgica         | 1   | 0     | 0      | 1     |
| 11   | Croacia         | 1   | 0     | 0      | 1     |
| 11   | Islandia        | 1   | 0     | 0      | 1     |
| 11   | Suiza           | 1   | 0     | 0      | 1     |
| 15   | España          | 0   | 2     | 2      | 4     |
| 15   | Ucrania         | 0   | 2     | 2      | 4     |
| 17   | Austria         | 0   | 1     | 2      | 3     |
| 18   | Eslovenia       | 0   | 1     | 0      | 1     |
| 18   | Francia         | 0   | 1     | 0      | 1     |
| 18   | Lituania        | 0   | 1     | 0      | 1     |
| 21   | Israel          | 0   | 0     | 1      | 1     |
| 21   | Rusia           | 0   | 0     | 1      | 1     |
|      | TOTAL           | 40  | 36    | 38     | 114   |